# Kaira Gong
Kaira Kwong Shi Jia (cinese tradizionale: 龔詩嘉; cinese semplificato: 龚诗嘉; pinyin: Gǒng Shījiā; Singapore, 25 luglio 1981) è una cantante singaporiana, i cui antenati avevano origini cinesi di Shanghai.
Aveva un contratto con l'etichetta discografica taiwanese HIM International Music, ed è meglio conosciuta per essere la pupilla del musicista taiwanese David Tao, come anche la protetta del gruppo femminile sotto la stessa etichetta S.H.E.
La Kwong ha conseguito la sua istruzione nelle scuole Pei Chun Public School, Nanyang Girls' High School, Raffles Junior College, e alla Università Nazionale di Singapore. Ha cantato la canzone tema per la Parata della Festa Nazionale di Singapore del 2006, intitolata "My Island Home". Il 25 dicembre 2007, la HIM International ha chiuso il contratto con la compagnia manageriale della Gong.

## Discografia

### Album
- Kaira 好,詩嘉 (November 2005)
- Kaira, ripubblicato con delle tracce aggiunte dalla Parata Nazionale e un DVD di MTV (luglio 2006)

Il titolo del suo album di debutto (cinese tradizionale: 好, 詩嘉; cinese semplificato: 好, 诗嘉; pinyin: Hǎo, Shījiā) è un gioco di parole per indicare il nome cinese di Rossella O'Hara (caratteri cinesi: 郝思嘉; pinyin: Hǎo Sījiā), la protagonista del romanzo di Margaret Mitchell del 1936, Via col vento e del film omonimo del 1939.

### Contributi a colonne sonore
- Reaching for the Stars ("To Have It Once Again" 再一次擁有 ), dicembre 2005
- Tokyo Juliet ("Cannot Let Go" 放不下), luglio 2006
- The Hospital ("When You Leave For A Little While" 妳要離開一些時候), agosto 2006